# Lucien Jacquet
Léonard Marie Lucien Jacquet (1860 à Sauviat -1914 à Royan) est un dermatologue français, connu pour être à l'origine de la découverte, avec le Dr Vidal du syndrome de Vidal et Jacquet, et pour ses recherches sur le prurit, la syphilis et la pelade,.

## Biographie
Né à Sauviat en 1860, Lucien Jacquet est le fils de Jules Marie Auguste Jacquet et de Catherine Blanche Genebrias. Il commence ses études de médecine à Limoges avant de devenir interne à Paris à l'hôpital Saint-Louis en 1883. Parmi ses professeurs on note Louis-Arthur Sevestre (1843-1907), Ernest Henri Besnier (1831-1909) et Georges Maurice Debove (1845-1920). Il obtient son doctorat en 1888, et devient médecin des hôpitaux en 1896. Il choisit la spécialité de dermatologue. En 1903, il commence sa carrière à l'hôpital Saint-Antoine où il deviendra chef de service,,. Il aura notamment comme interne Albert Jean Antoine Sézary.
Grâce à ses recherches sur le pelade, il mit un terme à la doctrine de la contagiosité de cette maladie et mit ainsi fin aux quarantaines pratiquées à l'époque. Il a également lutté contre l'alcoolisme.

## Publications
Sa publication l'a plus renommé sera La Pratique Dermatologique, traité de dermatologie appliquée, publié en 4 volumes en 1900 et co-écrit par Jacquet, Balzer, Barthélémy, Ernest Besnier, Bodin, Brocq, De Brun, du Castel, Jean Darier, William Dubreuilh, J.-B. Laffitte, Emile Leredde, Maurice Raynaud, R. Sabouraud, Marcel Sée et Georges Thibierge. Elle sera considérée à l'étranger comme un monument de la dermatologie,. Il participa aussi à la direction de l'Atlas iconographique des affections cutanées.
Il publia également :
- Des érythèmes papuleux fessiers post-érosifs, par Lucien Jacquet, en 1886[10].
- Notes pour servir à l'histoire des névrodermites, Louis Brocq et Lucien Jacquet, en 1891[11].
- Lichen plan et hydrothérapie, par Lucien Jacquet, en 1892[12].
- Traitement de la syphilis, par Lucien Jacquet et Marcel Ferrand, 1907[13].